# جسیکا والتر
جسیکا والتر (انگلیسی: Jessica Walter؛ زادهٔ ۳۱ ژانویهٔ ۱۹۴۱ – درگذشتهٔ ۲۴ مارس ۲۰۲۱) هنرپیشه اهل ایالات متحده آمریکا بود. وی از سال ۱۹۶۲ میلادی تا هنگام مرگ مشغول فعالیت بود.
از فیلم‌هایی که وی در آن نقش داشته‌است، می‌توان به جایزه بزرگ، گروه، لیلیت، بای‌بای برورمن، تیپهدس، بچه فلامینگو، میمون رفتن! و مجموعه‌هایی مثل ۹۰۲۱۰، تقلید، زاغه‌های بورلی هیلز و پرورش شکست‌خورده اشاره کرد.

## درگذشت
والتر در ۲۴ مارس ۲۰۲۱ زمانی که در خانه خواب بود، در سن ۸۰ سالگی درگذشت.